# Peperomia heterodoxa
Peperomia heterodoxa là một loài thực vật có hoa trong họ Hồ tiêu. Loài này được Standl. & Steyerm. miêu tả khoa học đầu tiên năm 1952.